# 洛基4：天下無敵
《洛基4：天下無敵》（英語：Rocky IV）是1985年美国体育剧情片，由席維斯·史特龍编剧、导演和主演。由道夫·龙格尔和塔利亚·夏尔等人共同出演。